# Diadegma contractum
Diadegma contractum är en stekelart som först beskrevs av Carl Gustav Alexander Brischke 1880.  Diadegma contractum ingår i släktet Diadegma och familjen brokparasitsteklar. Inga underarter finns listade i Catalogue of Life.